# Google Stadia
Google Stadia was een cloudgamingdienst ontwikkeld door Google. Stadia werd op 19 november 2019 gelanceerd voor abonnees en ondersteunt games in 4K-resolutie met 60 beelden per seconde. De dienst trok minder spelers dan gehoopt en Google heeft deze op 18 januari 2023 opgeheven.

## Beschrijving
De naam Stadia is het meervoud van stadion, een plaats voor sportevenementen, maar ook voor entertainment.
Games op dit platform werden gedraaid vanaf de servers van Google, zodat de speler geen krachtige computer of spelconsole nodig had. Enkel de audiovisuele feedback van het spel werd naar de computer van de speler gestreamd. Standaard werd daar Chrome, de browser van Google, voor gebruikt. De dienst kon hiermee op allerlei platforms gedraaid worden, zoals computers, televisies en mobiele apparaten.
Bij het streamen van games werden de beelden op een cloudcomputer berekend en samengesteld, afhankelijk van de invoer die het van de speler keeg, om vervolgens naar de eindgebruiker verstuurd te worden via het internet.
Ook zou het eenvoudiger zijn om games te spelen en deze als webcast uit te zenden naar abonnees.
De dienst werd geïntegreerd met videoplatform YouTube en stelde gebruikers in staat om direct een spel op te starten. Ook wordt het mogelijk om op een specifiek punt in het spel te starten met gamen.

## Ontwikkeling
Google zou al aan het project werken sinds 2016, toen het nog Project Yeti heette. Later kreeg het ook nog de naam Project Stream.
In oktober 2018 werd Stadia voor het eerst aangekondigd, en konden bètatesters een versie van Assassin's Creed Odyssey op het platform testen. Tijdens de Game Developers Conference van 2019 werd Stadia voor het grote publiek aangekondigd. Hoewel Stadia met elke USB-controller werkte, kondigde het bedrijf ook zijn eigen gamepad aan. Die legde een meer rechtstreekse verbinding om invoervertraging te verminderen.
Op 19 november 2019 kwam de streamingdienst beschikbaar voor spelers met een abonnement en controller. Per 8 april 2020 kwam Stadia gratis beschikbaar voor alle spelers, maar spellen konden dan alleen in HD-resolutie gespeeld worden. Voor het spelen van games in 4K-resolutie wa een Pro-abonnement benodigd. Eind 2020 was Stadia beschikbaar in de Verenigde Staten, Canada en twintig Europese landen, waaronder Nederland en België. 

### Afsluiting
In februari 2021 sloot Google zijn interne afdeling voor de ontwikkeling van nieuwe games voor Stadia. Dit leidde tot vragen of men van plan was de dienst te stoppen. Google gaf aan dat het inzette op externe partijen om spellen voor Stadia te gaan ontwikkelen.
Op 29 september 2022 werd het einde van Stadia aangekondigd op het blog van Phil Harrison, een topbestuurder van Google. Tot 18 januari bleven de meeste spellen speelbaar en het bedrijf hoopte dan de meerderheid van de spelers vergoed te hebben voor aangeschafte hard- en software van Stadia. Betaalde abonnementskosten voor Stadia Pro werden niet vergoed, maar vanaf de aankondiging op 29 september werden er geen kosten meer in rekening gebracht. De Stadia Store is op 29 september gesloten en alle commercie via Stadia is beëindigd.

## Technische gegevens
Voor het gebruik van Stadia was ten minste een internetsnelheid van 10 Mbit/s vereist voor 720p, 20 Mbit/s voor 1080p, en 35 Mbit/s voor de maximale 4K-resolutie.
Achter de schermen maakte Google in het datacenter gebruik van Linux-servers met een aangepaste Intel x86-processor op 2,7 GHz met 16 GB werkgeheugen, en een aangepaste grafische processor van AMD met 56 rekenkernen en 10,7 Tflops.

## Ondersteunde hardware
Stadia was met vrijwel alle bluetooth- en HID-controllers te spelen op de volgende apparaten:
- Desktops en laptops met Google Chrome (Windows, macOS, Linux, ...)
- Telefoons en tablets met Android (via de Stadia-app en PWA)
- Telefoons en tablets met iOS (via de PWA)
- Chromecast Ultra (alleen met Stadia Controller)
- Televisies en mediaboxen met Android TV (waaronder Chromecast met Google TV)

## Platform-specifieke features
Stadia kende een aantal features, waarvan een deel uniek waren voor het platform en/of gebruik maken van de cloud-infrastructuur.

### Livestreaming
Stadia kon de videostream die aan de speler gepresenteerd wordt, rechtstreeks naar YouTube sturen voor een livestream. Hierbij was de videostream in de hoogste kwaliteit, ook al was de resolutie van de daadwerkelijke speler lager, bijvoorbeeld door een slechte internetverbinding. Voorafgaand aan het streamen kon de speler kiezen of enkel het in-game geluid of ook het stemgeluid opgenomen moest worden. Stadia bood ook ondersteuning voor third-party tools zoals OBS Studio.

### Crowd Choice
Bij games die gelivestreamd werden en Crowd Choice gebruikten, konden de kijkers invloed uitoefenen op in-game keuzes. Door middel van een poll in de chat op de livestreampagina konden zij keuzes maken voor bijvoorbeeld wapens, levels, power-ups en dialogen.

### Crowd Play
Wanneer een game gelivestreamd werd waarbij Crowd Play ingeschakeld was, kregen kijkers een extra knop te zien om rechtstreeks mee te doen met de streamer. Deze spelers werden, eventueel via een wachtrij, in de lobby van de streamer geplaatst en konden daarna meespelen met de live match.

### State Share
Bij een game die State Share ondersteunde, werd bij gemaakte screenshots of videoclips de toestand van de game opgeslagen. Door deze te openen kon de speler het spel starten vanaf het screenshot of de videoclip.

### Stream Connect
In een game die Stream Connect ondersteunde, kon de speler de videostream van maximaal drie teamleden uit dezelfde game zien. Deze werd geïntegreerd met het eigen beeld en zorgde ervoor dat de speler bij een tactische game kon zien waar de teamgenoten waren. Deze feature is te vergelijken met split screen, al verschilde de werking aangezien de andere beelden op verschillende serverinstanties werden opgebouwd.

### Tandem mode
Wanneer Stadia werd gespeeld met de Stadia-controller, kon er gekozen worden om een andere controller in de USB-C poort te pluggen. Hierdoor kon de ingeplugde controller directer input naar de Stadia-servers sturen dan via bluetooth of kabel. De knoppen op de Stadia-controller bleven actief en konden gebruikt worden om bijvoorbeeld bij te sturen.

## Abonnementsmodel
Stadia bestond uit een gratis variant (aanvankelijk Stadia Base genoemd, beschikbaar vanaf april 2020) en een betaalde variant (Stadia Pro). De gratis variant liet gebruikers spelen tot 1080p met 60 fps. Stadia Pro kostte 10 euro per maand en stelde gebruikers in staat om games tot 4K met 60 fps en met 5.1 surround te spelen, ook kwamen er maandelijks gratis games beschikbaar die te spelen waren zolang de gebruiker een lopend abonnement had op Stadia Pro. Bij beide varianten van de dienst konden (aanvullende) games aangeschaft worden via de Stadia-winkel.
|           | Gratis    | Pro             |
| --------- | --------- | --------------- |
| Resolutie | tot 1080p | tot 4k          |
| Geluid    | Stereo    | 5.1 surround    |
| Kosten    | Gratis    | €9,99 per maand |

Stadia was bij lancering alleen toegankelijk via de zogenoemde Founders- en Premiere-edities, deze omvatten een Chromecast Ultra, een Stadia controller en drie maanden Stadia Pro.

## Eerdere diensten
Ondanks eerder opgerichte cloudgamingdiensten zoals OnLive, PlayStation Now en Gaikai, gaf Google aan dat de timing en mogelijkheden voor Stadia in 2019 beter zouden zijn vanwege het aantal datacenters en vanwege de integratie met Chrome, YouTube, Chromecast en Google Assistant.
Gaikai · GeForce NOW · Kalydo · Liquidsky · Luna · OnLive · PlayStation Now · Stadia · Xbox Cloud Gaming